# Aquarelas

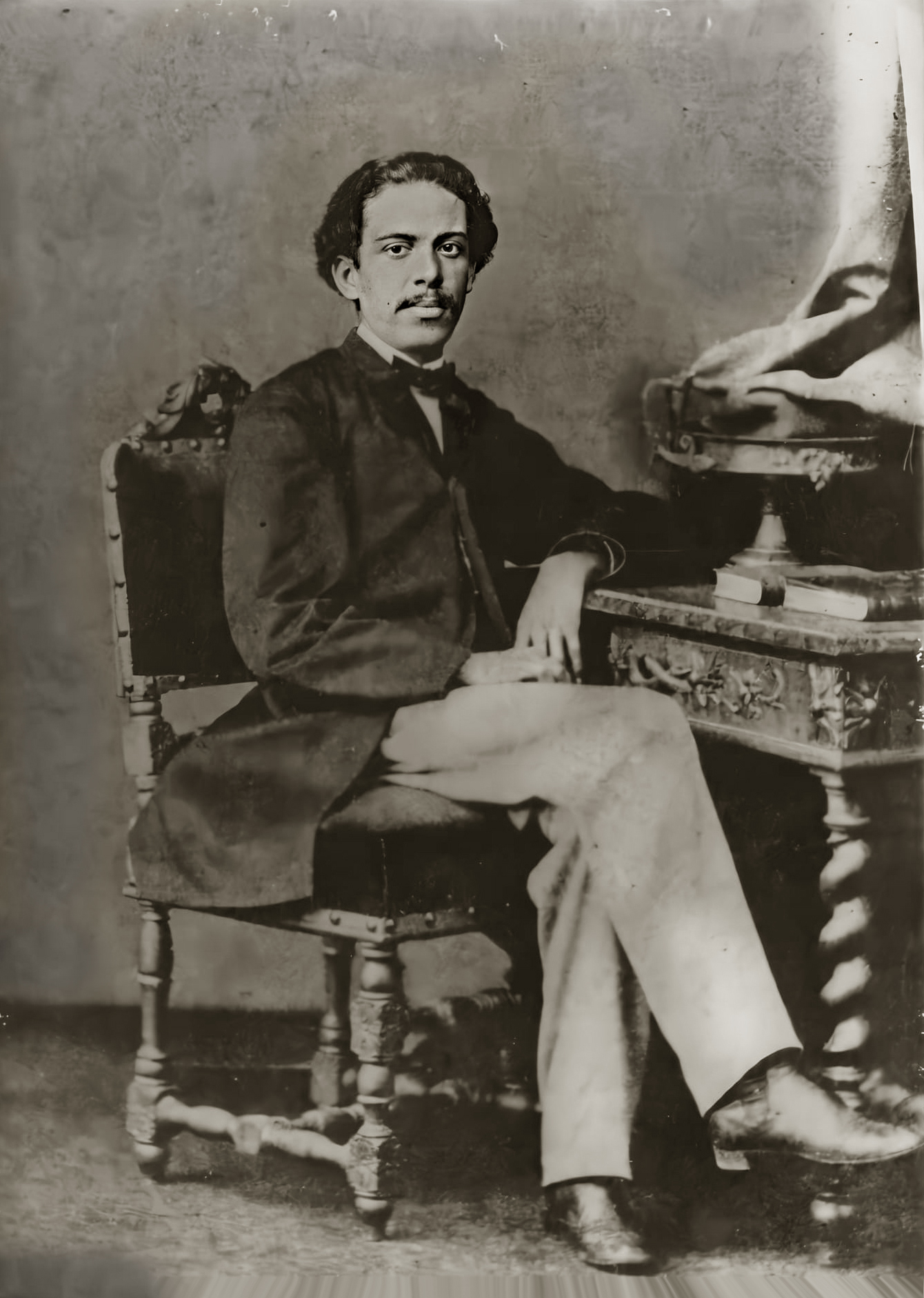
Machado de Assis jovem

Aquarelas foi uma coluna que o jovem Machado de Assis, então com 20 anos, manteve na revista semanal dominical de literatura, modas, indústria e artes O Espelho, editada no Rio de Janeiro. Nessa coluna publicou quatro crônicas (uma delas em duas partes), assinadas como "M-as", com perfis caricaturais de tipos da sociedade carioca (ou seja, reproduzia "em aquarelas as formas grotescas e sui generis do tipo"). São elas: "Os Fanqueiros Literários" (11/9/1859),  "O Parasita" (18/9 e 9/10), "O Empregado Público Aposentado" (16/10) e o "Folhetinista" (30/10).
Em "Os Fanqueiros Literários" o autor caricatura o escritor que faz "do talento uma máquina, e uma máquina de obra grossa movida pelas probabilidades financeiras do resultado". O termo "fanqueiro" significa "mercador que vende lençaria de linho, ou algodão", portanto o "fanqueiro literário" seria um mercador de obras literárias compostas visando mais o "resultado pecuniário" do que por inspiração artística genuína.
A primeira parte de "O Parasita" descreve o parasita "da mesa", "o mais vulgar", que "vive por toda parte em que há ambiente de porco assado" e "adivinha a duas léguas de distância a qualidade de um bom prato". A segunda parte aborda os demais parasitas sociais: o parasita literário ("vampiro da paciência humana"), da Igreja, da política, da diplomacia. "Extinguir o parasita não é uma operação de dias, mas um trabalho de séculos." 
O empregado público aposentado" é uma "grande múmia do passado", que rejeita qualquer progresso: "Reforma, é uma palavra que não se diz diante do empregado público aposentado. Há lá nada mais revoltante do que reformar o que está feito! abolir o método! desmoronar a ordem!" 
A última crônica aborda a figura do folhetinista, autor dos folhetins dos jornais, naquela época ainda com o sentido de "texto publicado no rodapé dos jornais, na primeira página, geralmente aos domingos" contendo "um resumo de todos os fatos importantes acontecidos ao longo da semana", onde se misturavam o útil e o fútil, o sério com o frívolo. 
"O ponto de vista adotado por Machado é o do observador da vida social, que busca apresentar as características de certos tipos que deslustram a sociedade em que vivem." Além, dessa coluna, Machado publicou nessa revista uma outra de crítica teatral ("Revista de Teatros"), além de poesias e artigos diversos. 